# Левицкий, Ян

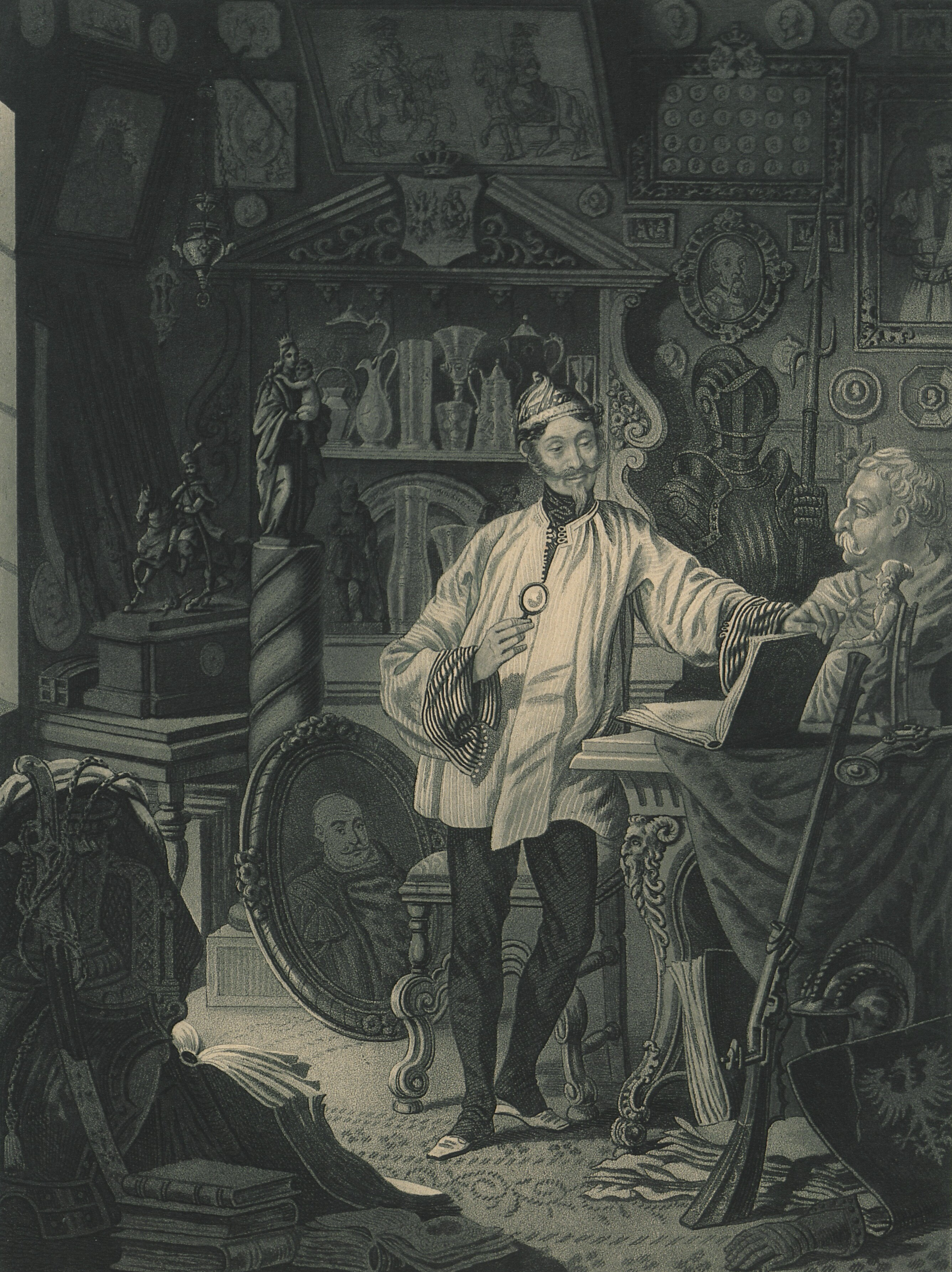
Ян Левицкий. Коллекция польского антиквара Адольфа Циховского в Париже

Ян Непомуцен Леви́цкий (пол. Jan Nepomucen Lewicki; 1795 — 1871) — польский живописец XIX века, участник восстания (бунта) 1830 года .

## Биография
Учился мастерству живописи в Кракове под руководством Иосифа Бродовского. Переехав в Варшаву, продолжил совершенствовать свои знания в технике литографии и гравюры.
В 1830 году принял участие в польском восстании против власти Российской империи на территории царства Польского.
После поражения бунтовщиков в 1831 году эмигрировал за границу. В 1832—1835 жил в Страсбурге и работал в литографической студии, с 1843 года — в Париже, проводил активную общественную и творческую деятельность.
Поставленной перед собою целью было служение делу отчизны талантом художника, изображая достопримечательности и обычаи Родины.
Эти планы Левицкий воплотил в цикле цветных литографий, изображающих поляков и других народов в народных уборах и военных в мундирах польских войск. В 1838 году им был подготовлен в выпуску художественный альбом «Одежды польских народов» (фр. Les costumes du peuple polonais).
В Париже он начал осваивать искусство фотографии.
В 1853—1859 годах трудился в основанной им школе картографии в Лиссабоне, а также стоял у основ развития фотографии в Португалии.
В 1860 году Ян Левицкий вернулся в Польшу и стал художественным редактором варшавского издания «Иллюстрированный еженедельник» (пол. Tygodnik Ilustrowany).
Тогда же организовал и открыл в столице Царства Польского России фотографический салон.
Кисти художника принадлежит картина «Галицийская резня (1846 года)».

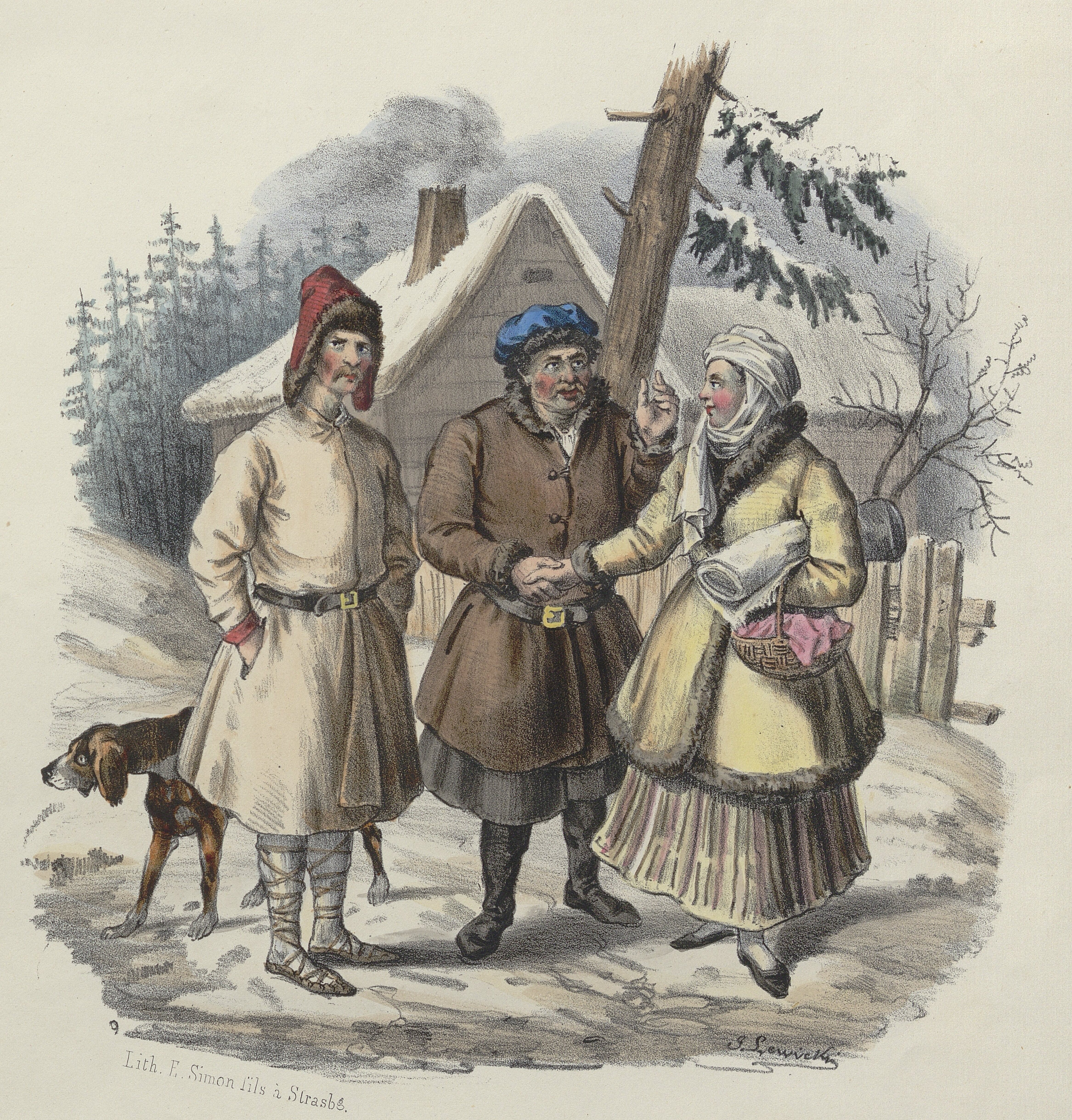
Литвины с окрестностей Вильно. Одежды польских народов
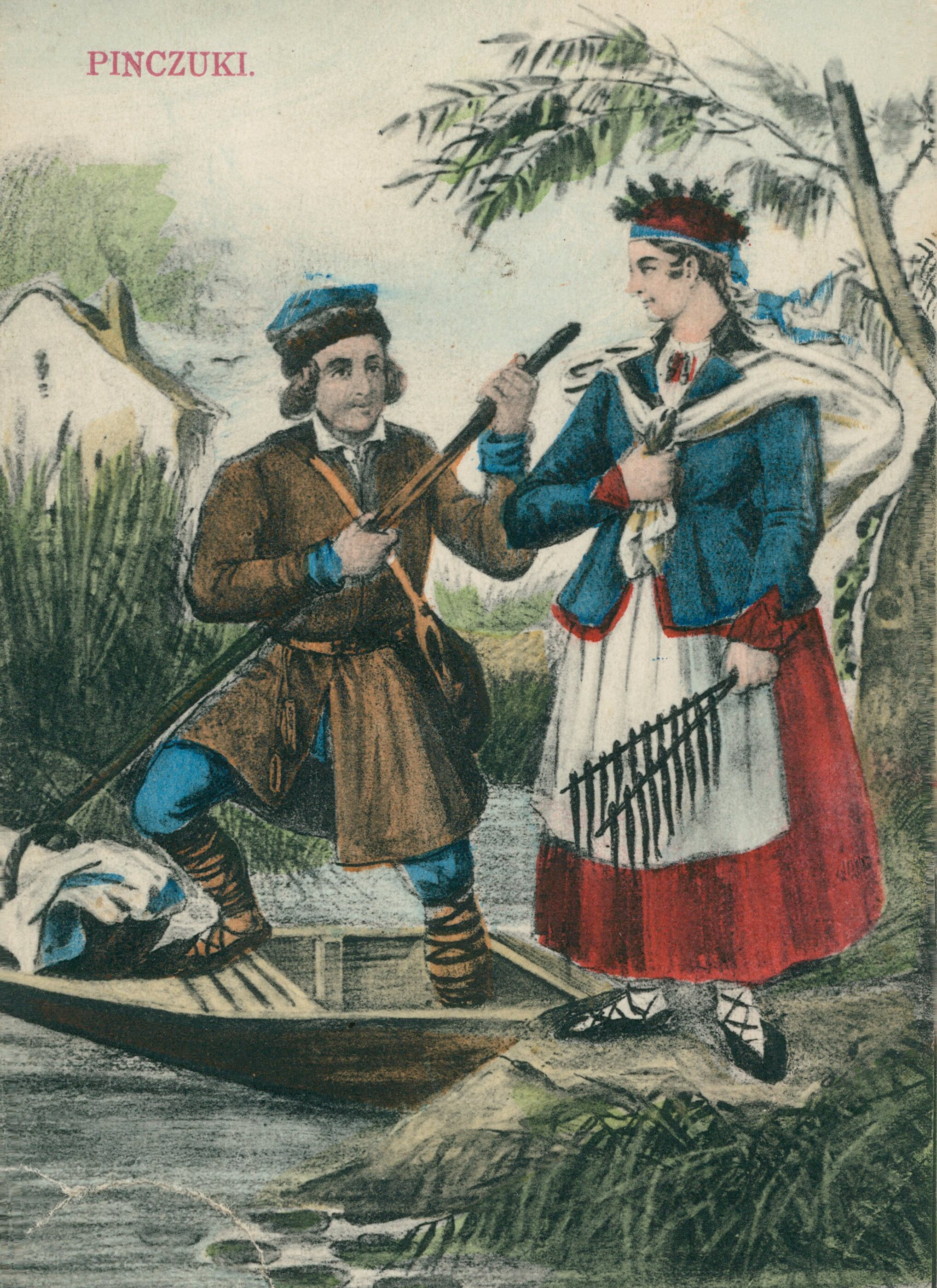
Пинчуки.    Одежды польских народов
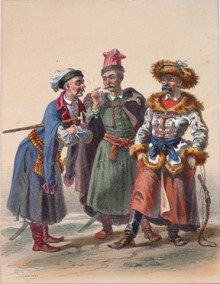
Шляхта.    Одежды польских народов
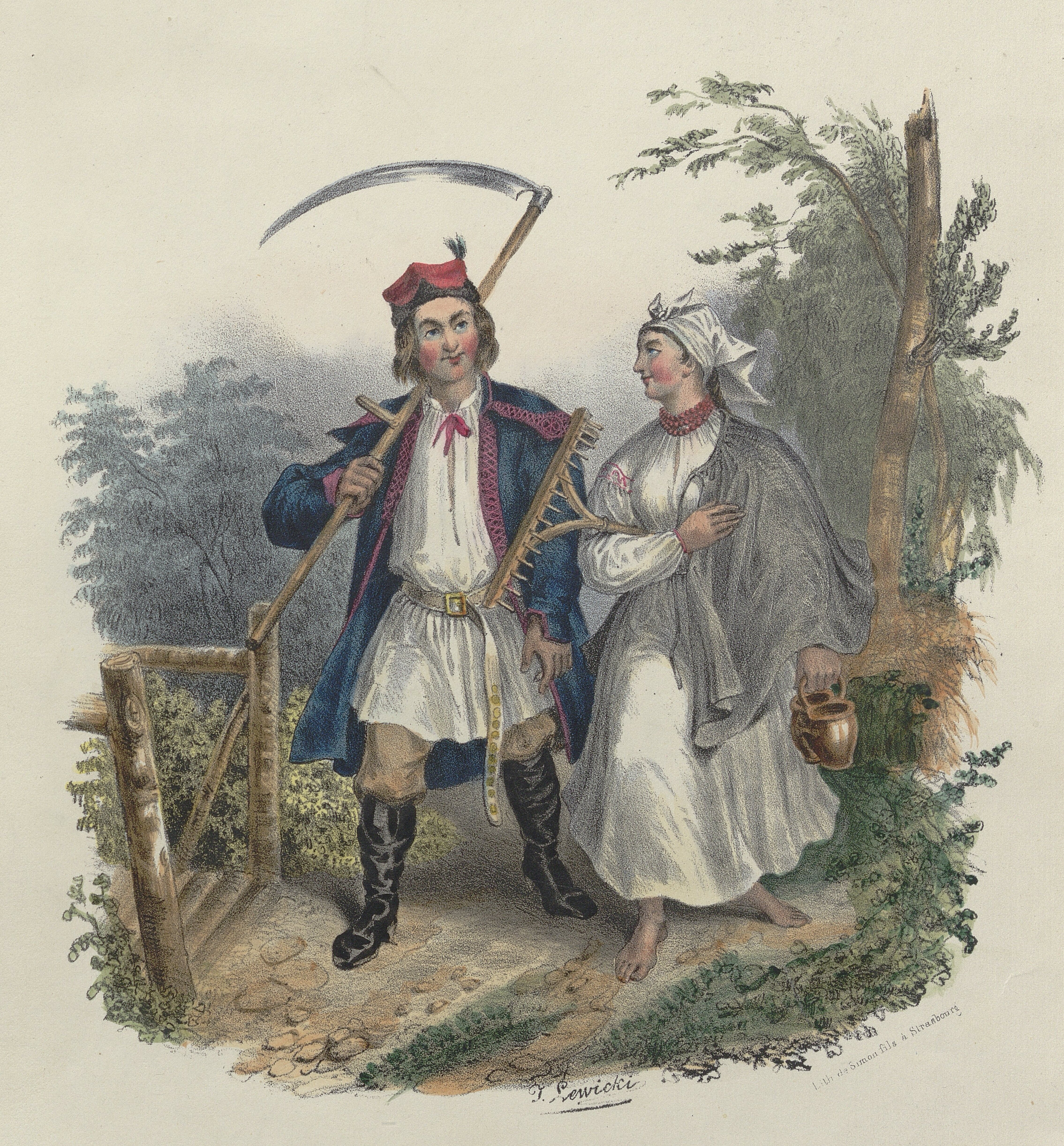
Повседневная одежда краковяков. Одежды польских народов

## Ссылка
- LEWICKI Jan (1795—1871)